# Quintus Labienus
Quintus Labienus (mort en 39 av. J.-C.) est le fils du général romain Titus Labienus. Quintus est comme son père fidèle à la cause de la République romaine, puis après la défaite des Républicains, se met au service de l’empire parthe.
Après l'assassinat de Jules César en 44 av. J.-C., Labienus rejoint ses meurtriers, Caius Cassius Longinus et Marcus Junius Brutus, et part demander des secours militaires auprès de l’empire parthe. Cassius et Brutus vaincus lors de la double bataille de Philippes, Labienus reste réfugié dans le camp des Parthes, et adopte le titre de « parthicus imperator ».
En 40 av. J.-C., Labienus et le roi parthe Pacorus Ier profitent de l’inaction de Marc Antoine en Égypte et attaquent les possessions de Rome au Moyen-Orient,. L’armée parthe traverse l’Euphrate et attaque Apamée, dans la province romaine de Syrie. L’opération se solde par un échec mais Labienus peut joindre à sa cause la garnison romaine cantonnée en Syrie. L’armée parthe ainsi renforcée s’enfonce en territoire romain et défait le gouverneur Lucius Decidius Saxa, partisan de Marc Antoine, et peut s’emparer d’Apamée. Mais les divisions condamnent à l’échec l’expédition. À la tête d’une partie de l’armée, Quintus Labienus marche vers le nord à la poursuite de Saxa, qu’il élimine en Cilicie. De son côté, Pacorus Ier longe le littoral jusqu’en Palestine où il remplace Hyrcan par son frère Antigone II Mattathiah. Après la mort de Saxa, Labienus conquiert sans rencontrer de résistance toute l’Asie mineure exception faite de quelques cités. Mais le succès initial rencontré par les Parthes est sans lendemain : en 39 av. J.-C., le général romain Publius Ventidius Bassus contre-attaque et vainc Labienus, qui est tué dans la bataille,. Il défait ensuite Pacorus Ier lors de la bataille de Gindarus en Syrie du nord, lors de laquelle celui-ci est tué,.